# ماسانوری آبه
ماسانوری آبه (انگلیسی: Masanori Abe؛ زادهٔ ۲۵ دسامبر ۱۹۹۱) بازیکن فوتبال اهل ژاپن است.